# فرودگاه آرکتیک ویلیج
فرودگاه آرکتیک ویلیج (به انگلیسی: Arctic Village Airport) یک فرودگاه همگانی بهره‌برداری هوایی با کد یاتا ARC است که یک باند فرود شن دارد و طول باند آن ۱۳۷۲ متر است. این فرودگاه در کشور ایالات متحده آمریکا قرار دارد و در ارتفاع ۶۳۸ متری از سطح دریا واقع شده‌است.